# Parafia św. Andrzeja Apostoła w Iłówcu
Parafia Świętego Andrzeja Apostoła w Iłówcu – parafia rzymskokatolicka, znajdująca się w archidiecezji poznańskiej, w dekanacie stęszewskim. 